# Кария (Моимента-да-Бейра)
Кария (порт. Caria) — район (фрегезия) в Португалии, входит в округ Визеу. Является составной частью муниципалитета Моимента-да-Бейра. Находится в составе крупной городской агломерации Большое Визеу. По старому административному делению входил в провинцию Бейра-Алта. Входит в экономико-статистический субрегион Доуру, который входит в Северный регион. Население составляет 579 человек на 2001 год. Занимает площадь 15,82 км².